# 부일로
부일로(富一路)는 인천광역시 부평구 부평5동 굴다리오거리에서 경기도 부천시 일대를 거쳐 서울특별시 구로구 오류동 경인로교차점을 이어주는 도로로, 부천시도 제18호선의 일부를 이룬다.

## 역사
부천시에서 경인선을 따라 제일 먼저 개설된 도로라고 해서 이와 같은 이름이 붙었다. 원래 역곡동 일대 구간의 도로 이름은 '역곡로'라고 불렸으나 부일로와 명칭이 통합되면서 부일길이 되었다가 2009년 7월 10일 도로명 정비로 부일로가 되었다. 기존에는 오류고가 ~ 부개역 구간까지만 있었다가 2010년 1월에 부개동 푸르지오아파트가 준공되면서 부개역 ~ 동수천로 구간 도로가 개설되면서 굴다리오거리까지 연결되었다.
- 2009년 7월 10일 : 2개 이상 시·도에 걸쳐 있는 도로로 부일로를 고시[3]

## 특징
인천과 서울을 잇는 도로임에도 불구하고 서울과 인천 구간에서는 통행량이 적은 편이다. 하지만 부천시의 전화국사거리 ~ 부천역 구간은 출퇴근시간만 되면 심각한 정체가 발생한다. 이 구간은 국도 제39호선이기도 하다. 전 구간 왕복 4차선으로 되어 있으며, 부평구의 시점에서부터 경원대로와 직결된다.

## 경유지
굴다리오거리 - 인천부개서초등학교 - 부개역 - 엄지유치원(인천-부천 경계) - 부일삼거리 - 서촌사거리 - 극동아파트앞교차로 - 송내역앞교차로 - 솔안공원입구교차로 - 석천로입구교차로 - 부천여고입구교차로 - 상동시장입구교차로 - 중동사거리 - 중동주민센터교차로 - 산정4로앞교차로 - 시민회관삼거리 - 산우물사거리 - 전화국사거리 - 북부역사거리(부천역) - 소명사거리 - 소명삼거리 - 멀뫼사거리 - 대화아파트앞교차로 - 작밭골4로앞교차로 - 대진아파트앞교차로 - 성심고가북단 - 역곡2동주민센터교차로 - 역곡파출소삼거리 - 역곡북부역사거리(역곡역) - 청암아파트앞교차로 - 미도아파트앞교차로 - 동곡초교사거리 - 부천-서울 경계 - 온수역교차로 - 우신중고교입구교차로 - 오류고가 - 오류동종점

## 주요 건물 및 시설
- 인천부개서초등학교 (인천광역시 부평구 부일로 39)
- 부개역푸르지오아파트 (인천광역시 부평구 부일로 69)
- 서촌공원 (경기도 부천시 원미구 부일로 172)
- 투나 (경기도 부천시 원미구 부일로 223)
- 솔안공원 (경기도 부천시 원미구 부일로 246)
- 부천시민회관 (경기도 부천시 원미구 부일로 365)
- 심곡3동주민센터 (경기도 부천시 원미구 부일로 393)
- KT부천빌딩 (경기도 부천시 부일로 406)
- 소신여객 (경기도 부천시 원미구 부일로 490)
- 부천 시네마존/부천CGV(경기도 부천시 원미구 부일로 460)
- 역곡동우체국 (경기도 부천시 원미구 부일로 717)
- 서울교통네트웍 온수영업소 (서울특별시 구로구 부일로 845)
- 온수역 (서울특별시 구로구 부일로 872)
- 서울온수초등학교 (서울특별시 구로구 부일로 893)
- 우신중학교, 우신고등학교 (서울특별시 구로구 부일로 917)

## 사진

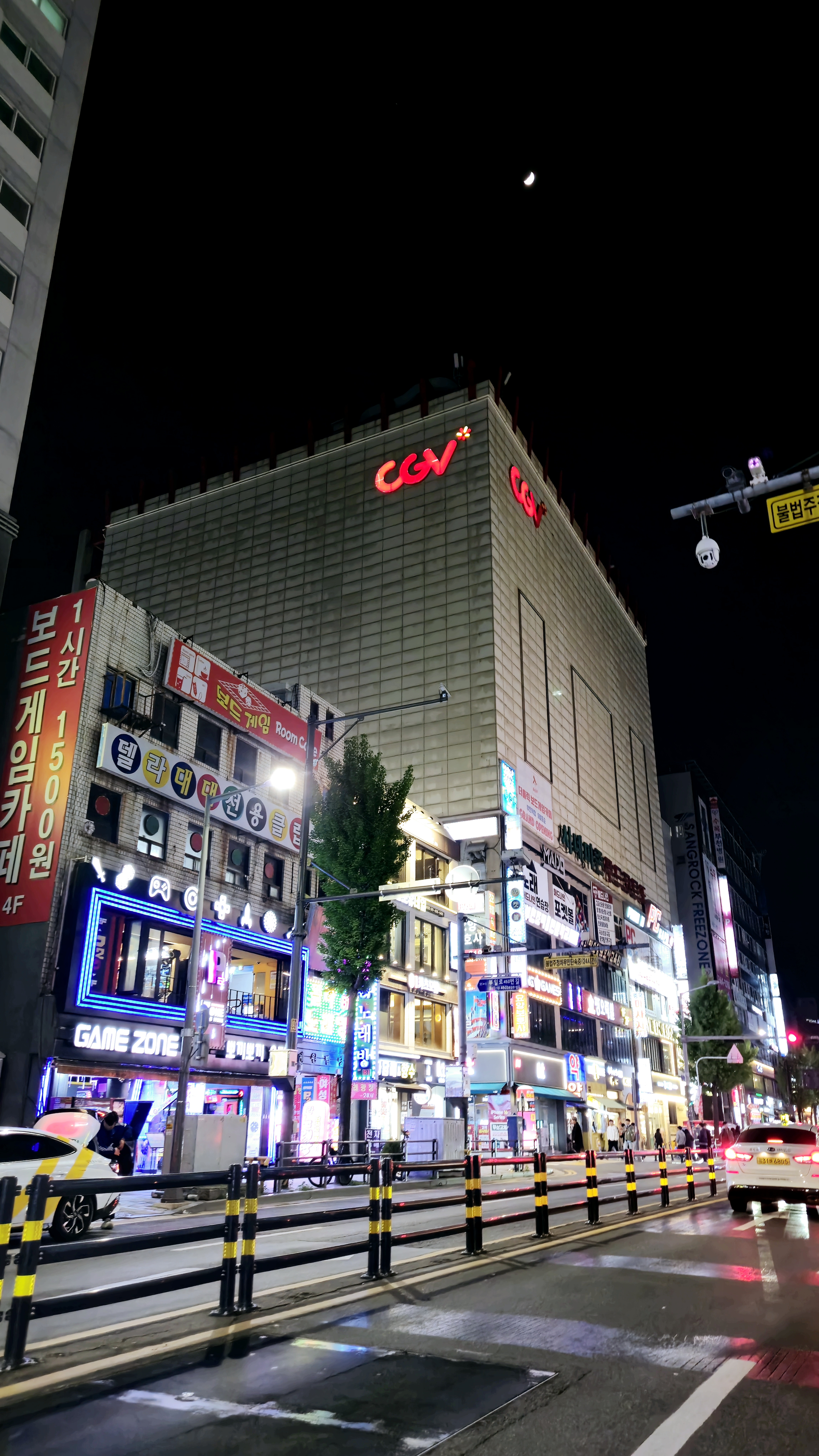
부천CGV
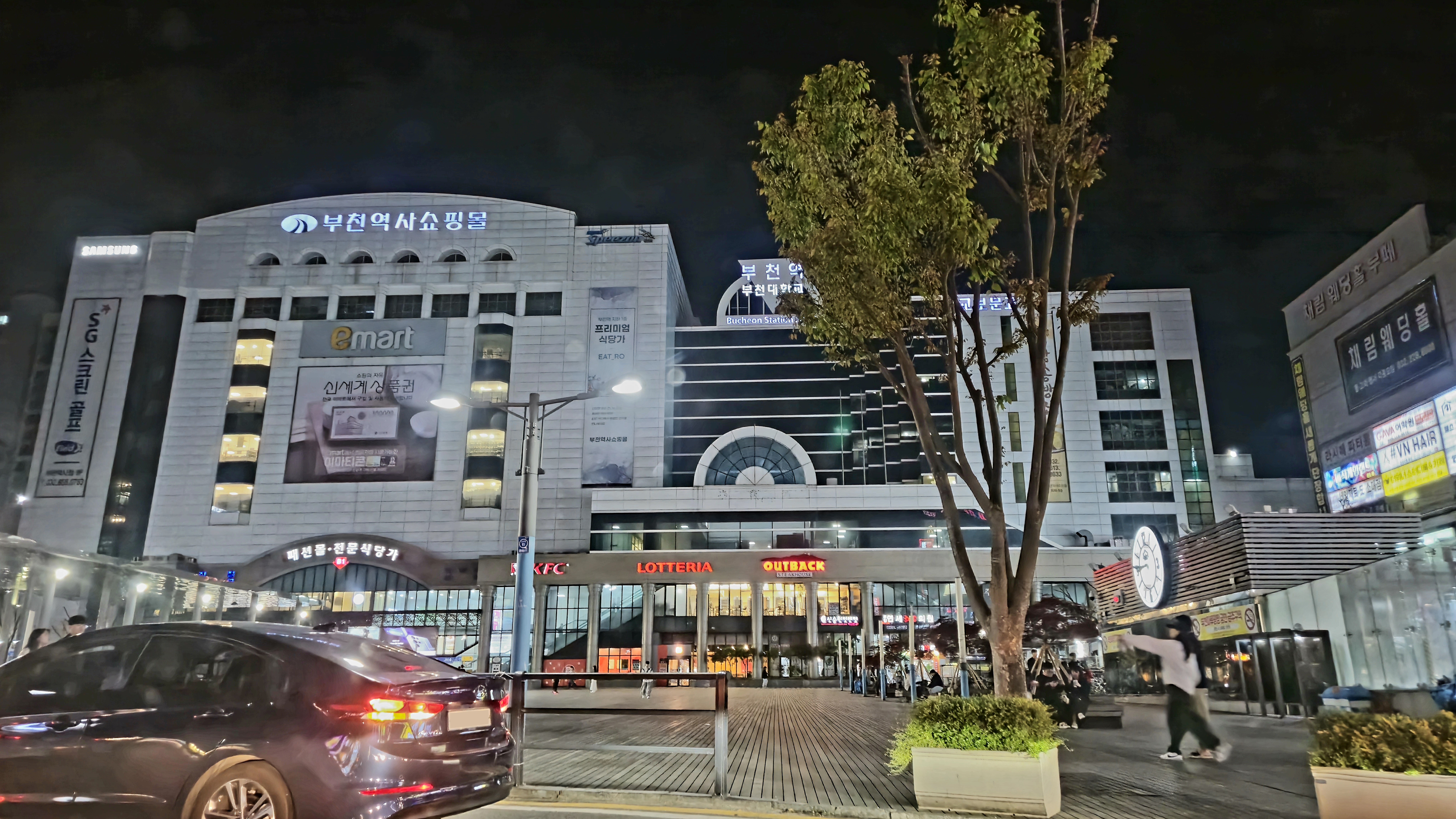
부천역
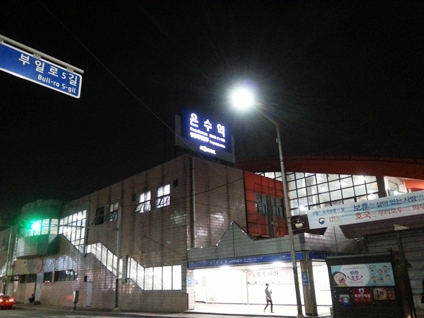
온수역